# Гранд фестивал
Гранд фестивал је такмичарски фестивал поп и турбо-фолк музике који организује Гранд продукција. Одржавао се сваке друге године од 2006. до 2014. у студију Гранд продукције.

## Формат
На првом издању су организоване две вечери, а од другог су 44 песме подељене у два полуфинала из којих у финале пролази по 12. На трећем по реду фестивалу је уведено правило да 50% гласове даје жири, а 50% публика. Најбоље пласирани добијају високе новчане награде. Већину учесника чине чланови Гранд продукције, укључујући и такмичаре из Звезда Гранда.

## Победници
| година | победник        | песма                     | 2. место         | 3. место                     |
| ------ | --------------- | ------------------------- | ---------------- | ---------------------------- |
| 2006.  | Саша Матић      | Све је на продају         | Тања Савић       | Мира Шкорић                  |
| 2008.  | Аца Лукас       | Упали светло              | Џеј Рамадановски | Силвија и Немања             |
| 2010.  | Топалко         | Завет                     | Тања Савић       | Никола Роквић                |
| 2012.  | Адил            | Лаку ноћ                  | Дејан Матић      | Стефан Петрушић и Гоца Тржан |
| 2014.  | Снежана Ђуришић | Нико ме није волео као ти | Милица Тодоровић | Дејан Матић                  |